# La Meilleraye-de-Bretagne
La Meilleraye-de-Bretagne é uma comuna francesa na região administrativa do País do Loire, no departamento de Loire-Atlantique. Estende-se por uma área de 27.63 km². Em 2010 a comuna tinha 1 565 habitantes (densidade: 56,6 hab./km²).